# Vuelta a España 2008/3. Etappe
| Ergebnis der 3. Etappe            | Ergebnis der 3. Etappe | Ergebnis der 3. Etappe | Ergebnis der 3. Etappe | Ergebnis der 3. Etappe |
| --------------------------------- | ---------------------- | ---------------------- | ---------------------- | ---------------------- |
| Etappensieger                     | Belgien                | Tom Boonen             | QST                    | 4:25:24 h              |
| Zweiter                           | Italien                | Daniele Bennati        | LIQ                    | gl. Zeit               |
| Dritter                           | Deutschland            | Erik Zabel             | MRM                    | gl. Zeit               |
| Vierter                           | Spanien                | Koldo Fernández        | EUS                    | gl. Zeit               |
| Fünfter                           | Irland                 | Nicolas Roche          | C.A                    | gl. Zeit               |
| Sechster                          | Belgien                | Greg van Avermaet      | SIL                    | gl. Zeit               |
| Siebter                           | Kolumbien              | Leonardo Duque         | COF                    | gl. Zeit               |
| Achter                            | Frankreich             | Sébastien Hinault      | C.A                    | gl. Zeit               |
| Neunter                           | Niederlande            | Tom Stamsnijder        | GST                    | gl. Zeit               |
| Zehnter                           | Frankreich             | Lloyd Mondory          | ALM                    | gl. Zeit               |
| Zwischenstände nach der 3. Etappe |                        |                        |                        |                        |
| Gesamtwertung                     | Italien                | Daniele Bennati        | LIQ                    | 8:56:27 h              |
| Zweiter                           | Spanien                | Alejandro Valverde     | GCE                    | + 0:07 min             |
| Dritter                           | Belgien                | Tom Boonen             | QST                    | + 0:10 min             |
| Punktwertung                      | Spanien                | Alejandro Valverde     | GCE                    | 25 P.                  |
| Zweiter                           | Belgien                | Tom Boonen             | QST                    | 25 P.                  |
| Dritter                           | Deutschland            | Erik Zabel             | MRM                    | 25 P.                  |
| Bergwertung                       | Spanien                | Jesus Rosendo          | ACA                    | 8 P.                   |
| Zweiter                           | Spanien                | Manuel Ortega          | ACA                    | 6 P.                   |
| Dritter                           | Italien                | Paolo Bettini          | QST                    | 4 P.                   |
| Kombinationswertung               | Spanien                | Egoi Martínez          | EUS                    | 31 P.                  |
| Zweiter                           | Italien                | Paolo Bettini          | QST                    | 36 P.                  |
| Dritter                           | Spanien                | Manuel Ortega          | ACA                    | 111 P.                 |
| Teamwertung                       | Spanien                | Caisse d’Epargne       | GCE                    | 26:33:46 h             |
| Zweiter                           | Spanien                | Euskaltel-Euskadi      | EUS                    | + 0:01 min             |
| Dritter                           | Belgien                | Quick Step             | QST                    | + 0:03 min             |

Die 3. Etappe der Vuelta a España 2008 am 1. September führte über 168,6 Kilometer von Jaén nach Córdoba. Dabei waren wie am Vortag zwei Sprintwertungen und eine Bergwertung der 3. Kategorie zu absolvieren.
Gleich am Start setzte sich der Spanier Manuel Ortega vom Feld ab und startete eine Solo-Flucht. Nach 15 Kilometern hatte er bereits einen Vorsprung von sechs Minuten auf das Hauptfeld. Sein maximaler Vorsprung betrug über 15 und er fuhr somit eine lange Zeit im virtuellen Goldenen Trikot, da er auf den Führenden in der Gesamtwertung nur 48 Sekunden Rückstand hatte. Auf seiner Flucht konnte er alle beiden Zwischensprints und die einzige Bergwertung des Tages gewinnen. Hier sicherte sich Jesus Rosendo ebenfalls Punkte und konnte so das Rote Trikot des Führenden in der Bergwertung für einen weiteren Tag verteidigen. An den beiden Sprintwertungen konnte sich Daniele Bennati im Kampf ums Goldene Trikot jeweils vier Bonus-Sekunden sichern.
Paolo Bettini griff am Anstieg zur Alto de San Jerónimio an und konnte sich vom Hauptfeld lösen. 20 Kilometer vor dem Ziel beendete er den Fluchtversuch von Manuel Ortega und war bald darauf alleiniger Spitzenreiter. Aus dem Hauptfeld heraus hatte sich eine Gruppe um Alejandro Valverde und Davide Rebellin gebildet, die eine Zeit lang zwischen Spitze und Feld fuhr. 15 Kilometer vor dem Ziel war auch Bettini gestellt und das Feld fuhr geschlossen mit hohem Tempo dem Zielort entgegen.
Den Massensprint gewann Tom Boonen vor Bennati, aus dessen Windschatten er sich gelöst hatte. Bennati bekam dadurch weitere zwölf Sekunden Zeit-Bonifikation und übernahm die Spitze des Gesamtklassements.

## Sprintwertungen
- 1. Zwischensprint in Espejo (Kilometer 88,2) (360 m ü. NN)

| Erster  | Spanien | Manuel Ortega    | ACA | 4 P. |
| Zweiter | Italien | Daniele Bennati  | LIQ | 2 P. |
| Dritter | Italien | Manuel Quinziato | LIQ | 1 P. |
- 2. Zwischensprint bei Córdoba (Kilometer 123,1) (120 m ü. NN)

| Erster  | Spanien | Manuel Ortega   | ACA | 4 P. |
| Zweiter | Italien | Daniele Bennati | LIQ | 2 P. |
| Dritter | Italien | Claudio Corioni | LIQ | 1 P. |
- Zielankunft in Córdoba (130 m ü. NN)

| Erster   | Belgien     | Tom Boonen          | QST | 25 P. |
| Zweiter  | Italien     | Daniele Bennati     | LIQ | 20 P. |
| Dritter  | Deutschland | Erik Zabel          | MRM | 16 P. |
| Vierter  | Spanien     | Koldo Fernández     | EUS | 14 P. |
| Fünfter  | Irland      | Nicolas Roche       | C.A | 12 P. |
| Sechster | Belgien     | Greg van Avermaet   | SIL | 10 P. |
| Siebter  | Kolumbien   | Leonardo Duque      | COF | 9 P.  |
| Achter   | Frankreich  | Sébastien Hinault   | C.A | 8 P.  |
| Neunter  | Niederlande | Tom Stamsnijder     | GST | 7 P.  |
| Zehnter  | Frankreich  | Lloyd Mondory       | ALM | 6 P.  |
| 11.      | Frankreich  | Renaud Dion         | C.A | 5 P.  |
| 12.      | Spanien     | Xavier Florencio    | BTL | 4 P.  |
| 13.      | Italien     | Alessandro Ballan   | LAM | 3 P.  |
| 14.      | Spanien     | Juan Antonio Flecha | RAB | 2 P.  |
| 15.      | Russland    | Nikita Jeskow       | TCS | 1 P.  |

## Bergwertungen
- Alto de San Jerónimio, 3. Kategorie (Kilometer 142,2) (550 m ü. NN)

| Erster  | Spanien | Manuel Ortega | ACA | 6 P. |
| Zweiter | Italien | Paolo Bettini | QST | 4 P. |
| Dritter | Spanien | Jesus Rosendo | ACA | 2 P. |
| Vierter | Spanien | Egoi Martínez | EUS | 1 P. |